# Бойцово
Бойцо́во (рос. Бойцово) — селище у складі Бікінського району Хабаровського краю, Росія. Адміністративний центр Бойцовського сільського поселення.

## Населення
Населення — 54 особи (2010; 68 у 2002).
Національний склад (станом на 2002 рік):
- росіяни — 93 %